# هاینس بوکر
هاینس بوکر (آلمانی: Heinz Büker؛ زادهٔ ۶ ژوئیهٔ ۱۹۴۱) قایقران کانو اهل آلمان بود.